# Bagnoles
Cet article possède des paronymes, voir Bagnole et Bagnols.
Ne pas confondre avec Bagnoles-de-l'Orne, station thermale de Normandie
Bagnoles  est une commune française, située dans le nord du département de l'Aude en région Occitanie.
Sur le plan historique et culturel, la commune fait partie du Minervois, un pays de basses collines qui s'étend du Cabardès, à l'ouest, au Biterrois à l'est, et de la Montagne Noire, au nord, jusqu'au fleuve Aude au sud. Exposée à un climat méditerranéen, elle est drainée par la Clamoux et par divers autres petits cours d'eau.
Bagnoles est une commune rurale qui compte 315 habitants en 2022, après avoir connu une forte hausse de la population depuis 1975. Elle fait partie de l'aire d'attraction de Carcassonne. Ses habitants sont appelés les Bagnolois et ses habitantes les Bagnoloises.

## Géographie

### Localisation
Bagnoles est une commune de l'aire urbaine de Carcassonne située dans le Minervois en Cabardès sur la Clamoux.

### Communes limitrophes
Les communes limitrophes sont  Conques-sur-Orbiel, Laure-Minervois, Malves-en-Minervois, Villalier, Villarzel-Cabardès et Villegly.
|                    | Villegly            | Villarzel-Cabardès |
| Conques-sur-Orbiel | Bagnoles            | Laure-Minervois    |
| Villalier          | Malves-en-Minervois |                    |

### Géologie et relief
Bagnoles se situe en zone de sismicité 1 (sismicité très faible).

### Hydrographie
La commune est dans la région hydrographique « Côtiers méditerranéens », au sein du bassin hydrographique Rhône-Méditerranée-Corse. Elle est drainée par la Clamoux, le ruisseau de la Clause, le ruisseau des Agals, le ruisseau des Loups et le ruisseau Lascanals, constituant un réseau hydrographique de 7 km de longueur totale,.
La Clamoux, d'une longueur totale de 32,3 km, prend sa source à une altitude de 1126 m dans la commune de Castans et s'écoule vers le sud. Elle traverse la commune et se jette dans l'Orbiel à Villalier, après avoir traversé 10 communes.

### Climat
Pour des articles plus généraux, voir Climat de l'Occitanie et Climat de l'Aude.
En 2010, le climat de la commune est de type climat du Bassin du Sud-Ouest, selon une étude s'appuyant sur une série de données couvrant la période 1971-2000. En 2020, Météo-France publie une typologie des climats de la France métropolitaine dans laquelle la commune est dans une zone de transition entre le climat océanique altéré et le climat méditerranéen et est dans la région climatique Provence, Languedoc-Roussillon, caractérisée par une pluviométrie faible en été, un très bon ensoleillement (2 600 h/an), un été chaud (21,5 °C), un air très sec en été, sec en toutes saisons, des vents forts (fréquence de 40 à 50 % de vents > 5 m/s) et peu de brouillards.
Pour la période 1971-2000, la température annuelle moyenne est de 14 °C, avec une amplitude thermique annuelle de 15,9 °C. Le cumul annuel moyen de précipitations est de 739 mm, avec 8,7 jours de précipitations en janvier et 4,2 jours en juillet. Pour la période 1991-2020, la température moyenne annuelle observée sur la station météorologique la plus proche, située sur la commune de Carcassonne à 9 km à vol d'oiseau, est de 14,4 °C et le cumul annuel moyen de précipitations est de 665,0 mm,. Pour l'avenir, les paramètres climatiques de la commune estimés pour 2050 selon différents scénarios d’émission de gaz à effet de serre sont consultables sur un site dédié publié par Météo-France en novembre 2022.

### Milieux naturels et biodiversité
Aucun espace naturel présentant un intérêt patrimonial n'est recensé sur la commune dans l'inventaire national du patrimoine naturel,,.

## Urbanisme

### Typologie
Au 1er janvier 2024, Bagnoles est catégorisée commune rurale à habitat dispersé, selon la nouvelle grille communale de densité à 7 niveaux définie par l'Insee en 2022.
Elle est située hors unité urbaine. Par ailleurs la commune fait partie de l'aire d'attraction de Carcassonne, dont elle est une commune de la couronne,. Cette aire, qui regroupe 115 communes, est catégorisée dans les aires de 50 000 à moins de 200 000 habitants,.

### Occupation des sols
L'occupation des sols de la commune, telle qu'elle ressort de la base de données européenne d’occupation biophysique des sols Corine Land Cover (CLC), est marquée par l'importance des territoires agricoles (75 % en 2018), en diminution par rapport à 1990 (79,4 %). La répartition détaillée en 2018 est la suivante : 
cultures permanentes (65,7 %), forêts (18,7 %), prairies (9,3 %), zones urbanisées (4,4 %), milieux à végétation arbustive et/ou herbacée (1,9 %). L'évolution de l’occupation des sols de la commune et de ses infrastructures peut être observée sur les différentes représentations cartographiques du territoire : la carte de Cassini (XVIIIe siècle), la carte d'état-major (1820-1866) et les cartes ou photos aériennes de l'IGN pour la période actuelle (1950 à aujourd'hui).

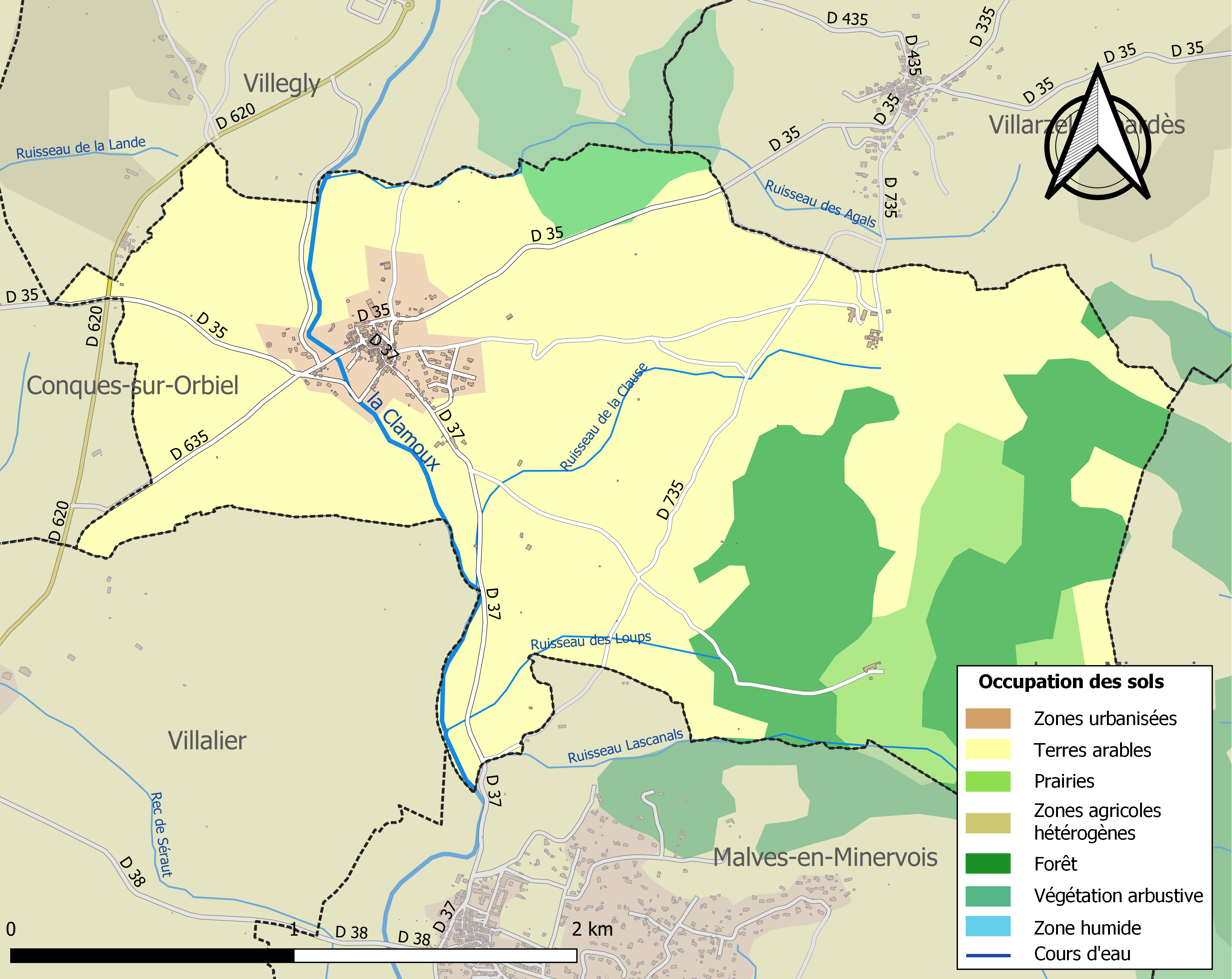
Carte des infrastructures et de l'occupation des sols de la commune en 2018 (CLC).

### Risques majeurs
Le territoire de la commune de Bagnoles est vulnérable à différents aléas naturels : météorologiques (tempête, orage, neige, grand froid, canicule ou sécheresse), inondations, feux de forêts et séisme (sismicité très faible). Un site publié par le BRGM permet d'évaluer simplement et rapidement les risques d'un bien localisé soit par son adresse soit par le numéro de sa parcelle.
Certaines parties du territoire communal sont susceptibles d’être affectées par le risque d’inondation par débordement de cours d'eau, notamment la Clamoux. La commune a été reconnue en état de catastrophe naturelle au titre des dommages causés par les inondations et coulées de boue survenues en 1982, 1992, 1999, 2005, 2009, 2017 et 2018,.

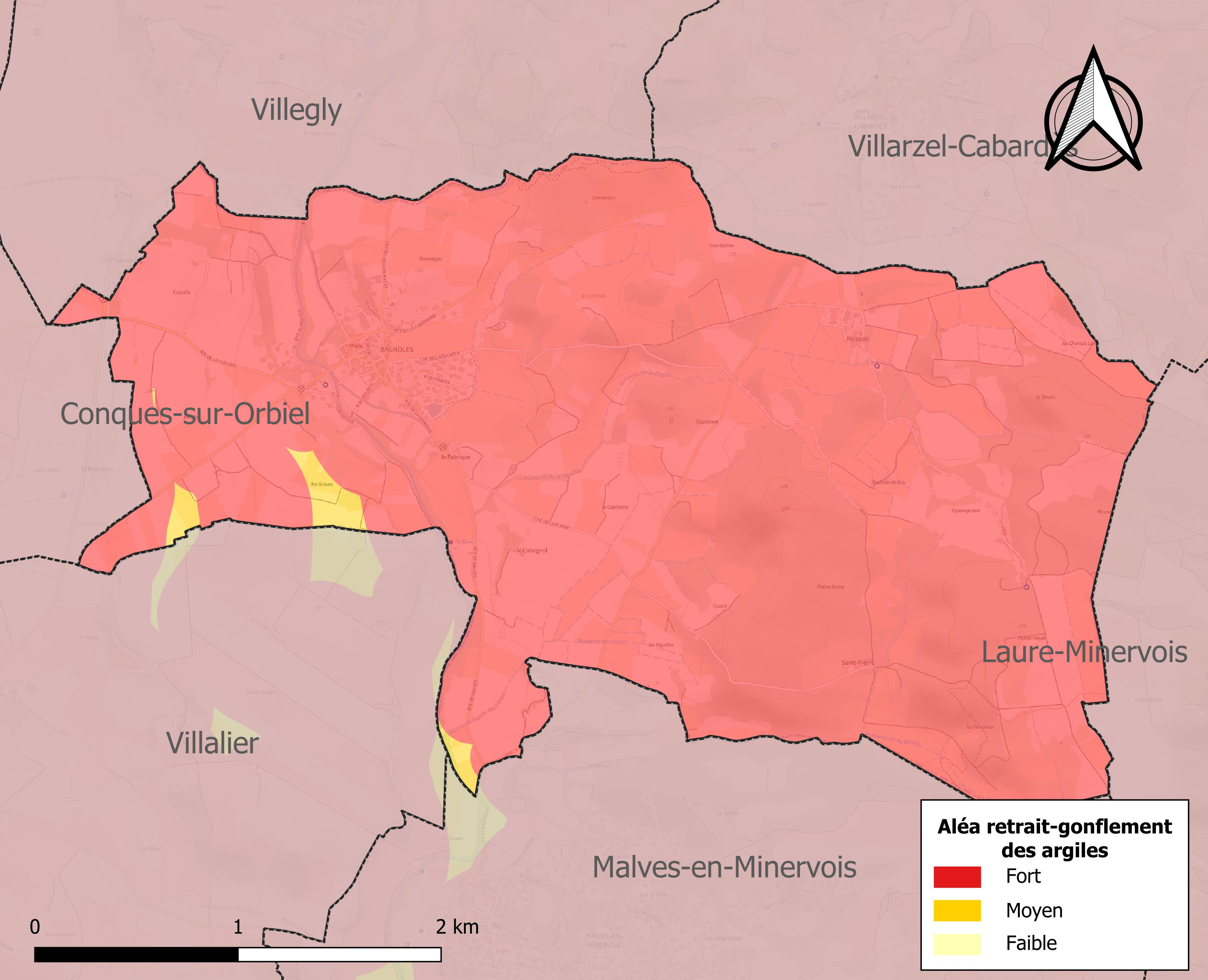
Carte des zones d'aléa retrait-gonflement des sols argileux de Bagnoles.

Le retrait-gonflement des sols argileux est susceptible d'engendrer des dommages importants aux bâtiments en cas d’alternance de périodes de sécheresse et de pluie. La totalité de la commune est en aléa moyen ou fort (75,2 % au niveau départemental et 48,5 % au niveau national). Sur les 138 bâtiments dénombrés sur la commune en 2019, 138 sont en aléa moyen ou fort, soit 100 %, à comparer aux 94 % au niveau départemental et 54 % au niveau national. Une cartographie de l'exposition du territoire national au retrait gonflement des sols argileux est disponible sur le site du BRGM,.

## Histoire
La commune de Bagnoles est citée pour la première fois en 126 av. J.-C. en tant que Baignollius sous la conquête Romaine.
Fin du III siècle : les Wisigoths envahissent et pillent Baignollius.
IV siècle : construction de l'église et du Château.
1159 : Simon de Montfort s'attaque au château de Bagnoles, une croix sur la place du village marque l'emplacement d'un ancien bûcher.
1743 : la peste emporte le cinquième de la population.
1860 : découverte de haches celtiques et couteau en silex par l'abbé Vaichére curé du village.

1999 : inondation qui emporte le pont du village.

## Politique et administration

### Découpage territorial
La commune de Bagnoles est membre de l'intercommunalité Carcassonne Agglo, un établissement public de coopération intercommunale (EPCI) à fiscalité propre créé le 21 décembre 2012 dont le siège est à Carcassonne. Ce dernier est par ailleurs membre d'autres groupements intercommunaux.
Sur le plan administratif, elle est rattachée à l'arrondissement de Carcassonne, au département de l'Aude, en tant que circonscription administrative de l'État, et à la région Occitanie.
Sur le plan électoral, elle dépend du canton du Haut-Minervois pour l'élection des conseillers départementaux, depuis le redécoupage cantonal de 2014 entré en vigueur en 2015, et de la première circonscription de l'Aude  pour les élections législatives, depuis le redécoupage électoral de 1986.

### Liste des maires
| Période                                  | Période  | Identité        | Étiquette | Qualité     |
| ---------------------------------------- | -------- | --------------- | --------- | ----------- |
| mars 2001                                | 2008     | Georges Escande | PS        | Viticulteur |
| mars 2008                                | 2020     | Serge Sarran    |           |             |
| mai 2020                                 | En cours | Henri Toustou   |           |             |
| Les données manquantes sont à compléter. |          |                 |           |             |

## Démographie
L'évolution du nombre d'habitants est connue à travers les recensements de la population effectués dans la commune depuis 1793. Pour les communes de moins de 10 000 habitants, une enquête de recensement portant sur toute la population est réalisée tous les cinq ans, les populations de référence des années intermédiaires étant quant à elles estimées par interpolation ou extrapolation. Pour la commune, le premier recensement exhaustif entrant dans le cadre du nouveau dispositif a été réalisé en 2004.

En 2022, la commune comptait 315 habitants, en évolution de +1,61 % par rapport à 2016 (Aude : +2,65 %, France hors Mayotte : +2,11 %).
| 1793 | 1800 | 1806 | 1821 | 1831 | 1836 | 1841 | 1846 | 1851 |
| ---- | ---- | ---- | ---- | ---- | ---- | ---- | ---- | ---- |
| 238  | 222  | 275  | 285  | 234  | 225  | 231  | 203  | 232  |

| 1856 | 1861 | 1866 | 1872 | 1876 | 1881 | 1886 | 1891 | 1896 |
| ---- | ---- | ---- | ---- | ---- | ---- | ---- | ---- | ---- |
| 228  | 224  | 207  | 218  | 241  | 256  | 254  | 197  | 177  |

| 1901 | 1906 | 1911 | 1921 | 1926 | 1931 | 1936 | 1946 | 1954 |
| ---- | ---- | ---- | ---- | ---- | ---- | ---- | ---- | ---- |
| 190  | 194  | 183  | 219  | 233  | 256  | 230  | 224  | 247  |

| 1962 | 1968 | 1975 | 1982 | 1990 | 1999 | 2004 | 2006 | 2009 |
| ---- | ---- | ---- | ---- | ---- | ---- | ---- | ---- | ---- |
| 223  | 210  | 211  | 216  | 198  | 188  | 178  | 177  | 211  |

| 2014 | 2019 | 2022 | - | - | - | - | - | - |
| ---- | ---- | ---- | - | - | - | - | - | - |
| 299  | 306  | 315  | - | - | - | - | - | - |

## Économie

### Revenus
En 2018  (données Insee publiées en septembre 2021), la commune compte 114 ménages fiscaux, regroupant 261 personnes. La médiane du revenu disponible par unité de consommation est de 19 370 € (19 240 € dans le département).

### Emploi
| Division       | 2008   | 2013   | 2018   |
| -------------- | ------ | ------ | ------ |
| Commune        | 7,1 %  | 11,3 % | 12,6 % |
| Département    | 10,2 % | 12,8 % | 12,6 % |
| France entière | 8,3 %  | 10 %   | 10 %   |

En 2018, la population âgée de 15 à 64 ans s'élève à 176 personnes, parmi lesquelles on compte 82,9 % d'actifs (70,3 % ayant un emploi et 12,6 % de chômeurs) et 17,1 % d'inactifs,. En  2018, le taux de chômage communal (au sens du recensement) des 15-64 ans est supérieur à celui du département et de la France, alors qu'en 2008 la situation était inverse.
La commune fait partie de la couronne de l'aire d'attraction de Carcassonne, du fait qu'au moins 15 % des actifs travaillent dans le pôle,. Elle compte 68 emplois en 2018, contre 53 en 2013 et 38 en 2008. Le nombre d'actifs ayant un emploi résidant dans la commune est de 124, soit un indicateur de concentration d'emploi de 54,4 % et un taux d'activité parmi les 15 ans ou plus de 61,1 %.
Sur ces 124 actifs de 15 ans ou plus ayant un emploi, 17 travaillent dans la commune, soit 14 % des habitants. Pour se rendre au travail, 91,9 % des habitants utilisent un véhicule personnel ou de fonction à quatre roues, 1,6 % les transports en commun, 4 % s'y rendent en deux-roues, à vélo ou à pied et 2,4 % n'ont pas besoin de transport (travail au domicile).

### Activités hors agriculture
11 établissements sont implantés  à Bagnoles au 31 décembre 2019.
Le secteur de la construction est prépondérant sur la commune puisqu'il représente 27,3 % du nombre total d'établissements de la commune (3 sur les 11 entreprises implantées  à Bagnoles), contre 14 % au niveau départemental.

### Agriculture
La commune fait partie de la petite région agricole dénommée « Région viticole ». En 2010, l'orientation technico-économique de l'agriculture  sur la commune est la viticulture (appellation et autre).
|                                   | 1988 | 2000 | 2010 |
| --------------------------------- | ---- | ---- | ---- |
| Exploitations                     | 33   | 19   | 13   |
| Superficie agricole utilisée (ha) | 426  | 421  | 273  |

Le nombre d'exploitations agricoles en activité et ayant leur siège dans la commune est passé de 33 lors du recensement agricole de 1988 à 19 en 2000 puis à 13 en 2010, soit une baisse de 61 % en 22 ans. Le même mouvement est observé à l'échelle du département qui a perdu pendant cette période 52 % de ses exploitations. La surface agricole utilisée sur la commune a également diminué, passant de 426 ha en 1988 à 273 ha en 2010. Parallèlement la surface agricole utilisée moyenne par exploitation a augmenté, passant de 13 à 21 ha.

## Culture locale et patrimoine

### Lieux et monuments
- Église Saint-Paul-Serge de Bagnoles[36].

### Héraldique
| Blason de Bagnoles | Blason  | De gueules au besant d'argent.                   |
| Blason de Bagnoles | Détails | Le statut officiel du blason reste à déterminer. |